# Manfried Rauchensteiner

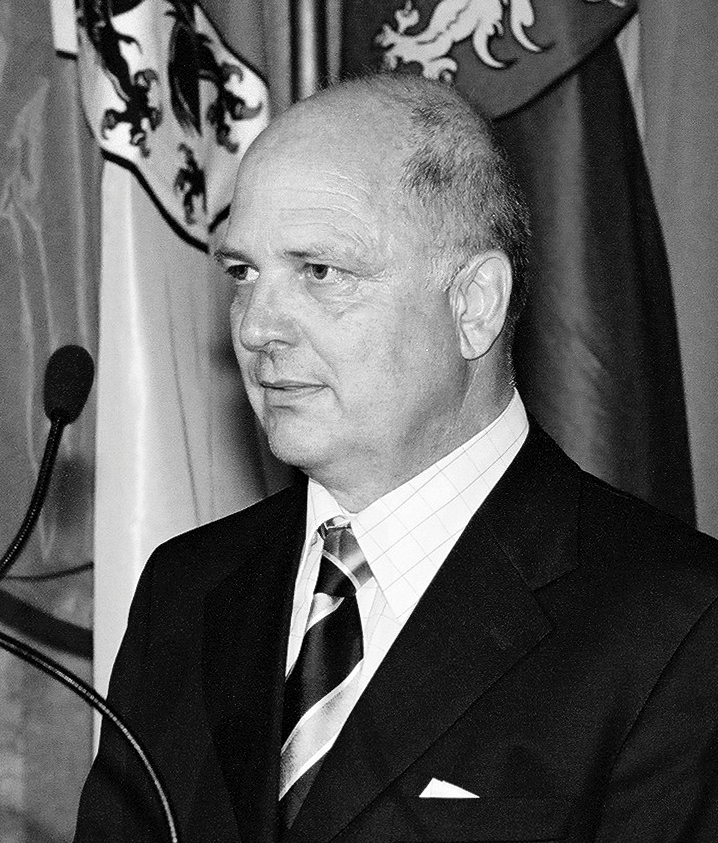
Manfried Rauchensteiner (2005)

Manfried Hermann Rauchensteiner (* 25. Juli 1942 in Villach) ist ein österreichischer Historiker. Von 1992 bis 2005 war er Direktor des Heeresgeschichtlichen Museums. 1996 wurde er außerordentlicher Universitätsprofessor für Österreichische Geschichte an der Universität Wien.

## Leben
Manfried Rauchensteiner wurde 1942 als Sohn eines Angestellten bzw. Geschäftsführers und dessen Frau in Kärnten geboren. Er besuchte das Realgymnasium Villach (Matura 1960) und das katholische Stiftsgymnasium St. Paul. Nach seiner Militärdienstzeit als Einjährig-Freiwilliger (Reserveoffizier) 1960/61 bei der Panzertruppe des österreichischen Bundesheeres in Graz studierte er von 1961 bis 1966 Geschichte, Kunstgeschichte und Germanistik an der Universität Wien. Rauchensteiner wurde Mitglied der K.St.V. Greifenstein Wien. Von 1965 bis 1968 absolvierte er als außerordentliches Mitglied ein Studium in historischer Hilfswissenschaften (Staatsprüfung 1968) am Institut für Österreichische Geschichtsforschung (IÖG) in Wien. 1966 wurde er bei Erich Zöllner an der Universität Wien über Johann von Hiller zum Dr. phil. promoviert.
1966 wurde Rauchensteiner wissenschaftlicher Beamter in der Militärwissenschaftlichen Abteilung des Heeresgeschichtlichen Museums (HGM) in Wien. Im Kontext der Waldheim-Affäre war 1987 Rauchensteiner, gemeinsam mit Felix Ermacora und Kurt Peball, Mitglied einer von der österreichischen Regierung eingesetzten Kommission, die in Belgrad Archivmaterial zu Waldheims Tätigkeiten auf dem Balkan seit 1942 sichten sollte; deren in kürzester Frist erstelltes und Waldheim entlastendes Ergebnis wurde als Rehabilitierungsversuch bewertet. 1989 wurde Rauchensteiner Ministerialrat und Leiter des Militärhistorischen Dienstes im Bundesministerium für Landesverteidigung. Von 1992 bis zum Eintritt in den Ruhestand 2005 war er als Nachfolger von Franz Kaindl Direktor des HGM (Hofrat) und gestaltete in dieser Funktion 1998 die Dauerausstellung „Republik und Diktatur“, der allerdings von Historikern mangelnde Distanz und Kontextualisierung der Ausstellungsinhalte vorgeworfen wurde. Von 2005 bis 2011 fungierte er als Koordinator und Berater beim Aufbau des Militärhistorischen Museums der Bundeswehr in Dresden.
Im Jahr 1975 habilitierte er sich – wesentlich beeinflusst von Johann Christoph Allmayer-Beck – mit der Arbeit Kaiser Franz und Erzherzog Carl. Dynastie und Heerwesen in Österreich, 1796–1809 für österreichische Geschichte an der Universität Wien und war seit dieser Zeit Universitätsdozent für Österreichische Geschichte mit besonderer Berücksichtigung der Zeit seit dem 18. Jahrhundert. 1996 erhielt er den Titel außerordentlicher Professor (tit. ao. Prof.). Lehraufträge an der Universität Innsbruck, der Diplomatischen Akademie Wien (als Vortragender), der Theresianischen Militärakademie in Wiener Neustadt und an der Landesverteidigungsakademie in Wien folgten.
Rauchensteiner wurde u. a. Mitglied der Commission Autrichienne d’Histoire Militaire. Von 1999 bis 2006 bekleidete er das Amt des Präsidenten der Österreichischen Kommission für Militärgeschichte. Seit 2005 ist er Mitglied des wissenschaftlichen Beirats des Zukunftsfonds der Republik Österreich. Seit 1998 ist er Mitglied des erweiterten wissenschaftlichen Beirats des Militärgeschichtlichen Forschungsamts (MGFA) bzw. des Zentrums für Militärgeschichte und Sozialwissenschaften der Bundeswehr (ZMSBw) in Potsdam. Überdies gehört(e) er dem wissenschaftlichen Beirat des Museums des Dreißigjährigen Krieges in Wittstock/Dosse, der Dr. Wilfried-Haslauer-Bibliothek in Salzburg und des Hauses der Geschichte Österreichs an. Ab 2006 war er Präsident, seit 2011 ist er Ehrenpräsident des Vereins der Freunde des Heeresgeschichtlichen Museums.
Von 1966 bis 1980 war er Redakteur der Militärhistorischen Schriftenreihe, 1983 Herausgeber der Militärgeschichtlichen Dissertationen österreichischer Universitäten und von 1991 bis 1997 Herausgeber der Forschungen zur Militärgeschichte.
Rauchensteiner ist mit der Historikerin Marianne Rauchensteiner verheiratet und hat drei Kinder.

## Auszeichnungen und Ehrungen
- 1984 Großes Goldenes Ehrenzeichen des Landes Kärnten
- 1985 Österreichischer Staatspreis für publizistische Leistungen im Interesse der Geistigen Landesverteidigung (für Artikelserien im Kurier und in der Presse)
- 1999 Professor der Russischen Akademie der Naturwissenschaften
- 2001 Mitglied der Russischen Akademie der Wissenschaften
- 2004 Goldenes Ehrenzeichen für Verdienste um das Land Wien
- 2005 Österreichisches Ehrenkreuz für Wissenschaft und Kunst I. Klasse

## Schriften (Auswahl)
- (Hrsg.): Heinrich Freiherr von Hess: Schriften aus dem militärwissenschaftlichen Nachlass. Mit einer Einführung in sein Leben und das operative Denken seiner Zeit (= Bibliotheca rerum militarium. Bd. 41). Biblio-Verlag, Osnabrück 1975, ISBN 3-7648-0865-9.
- Der Krieg in Österreich 1945 (= Schriften des Heeresgeschichtlichen Museums (Wien). Bd. 5) Österreichischer Bundesverlag, 3. Aufl. Wien 1985, ISBN 3-215-01672-9. Neuauflage Amalthea-Verlag, Wien 2015, ISBN 978-3-99050-000-2.
- Kaiser Franz und Erzherzog Carl. Dynastie und Heerwesen in Österreich, 1796–1809. Lizenzausgabe, Oldenbourg, München 1972, ISBN 3-486-47481-2.
- Feldzeugmeister Johann Freiherr von Hiller (= Dissertationen der Universität Wien. Bd. 80). Verlag Notring, Wien 1972.
- Der Sonderfall. Die Besatzungszeit in Österreich 1945 bis 1955. Styria-Verlag, Graz/Wien 1979, ISBN 3-222-11219-3.
- Spätherbst 1956. Die Neutralität auf dem Prüfstand. Eine Veröffentlichung des Heeresgeschichtlichen Museums. Österreichischer Bundesverlag, Wien 1981, ISBN 3-215-04691-1.
- Die Zwei. Die Große Koalition in Österreich 1945–1966. Österreichischer Bundesverlag, Wien 1987, ISBN 3-215-06433-2.
- mit Erwin A. Schmidl (Hrsg.): Formen des Krieges. Vom Mittelalter zum „low intensity conflict“ (= Forschungen zur Militärgeschichte. Bd. 1). Verlag Styria, Graz u. a. 1991, ISBN 3-222-12139-7.
- Der Tod des Doppeladlers. Österreich-Ungarn und der Erste Weltkrieg. Styria Verlag, Wien/Graz 1994, ISBN 3-222-12116-8.
- Das Heeresgeschichtliche Museum in Wien. Styria Verlag, Wien-Graz 2000, ISBN 3-222-12834-0.
- Stalinplatz 4. Österreich unter alliierter Besatzung. Edition Steinbauer, Wien 2005, ISBN 3-902494-00-X.
- Der Erste Weltkrieg und das Ende der Habsburgermonarchie 1914–1918. Böhlau Verlag, Wien/Köln/Weimar 2013, ISBN 978-3-205-78283-4 (überarbeitete und erweiterte Version von Der Tod des Doppeladlers – Englisch: The First World War and the Ende of the Habsburg Monarchy, 1914–1918. Böhlau Verlag, Wien/Köln/Weimar 2014, ISBN 978-3-205-79588-9 Rezension).
- mit Josef Broukal: Der Erste Weltkrieg und das Ende der Habsburgermonarchie 1914–1918. In aller Kürze. Böhlau Verlag, Wien/Köln/Weimar 2015, ISBN 978-3-205-79697-8.
- Unter Beobachtung: Österreich seit 1918. Böhlau Verlag, Wien/Köln/Weimar 2017, ISBN 978-3-205-20500-5.[4]